# Sampo

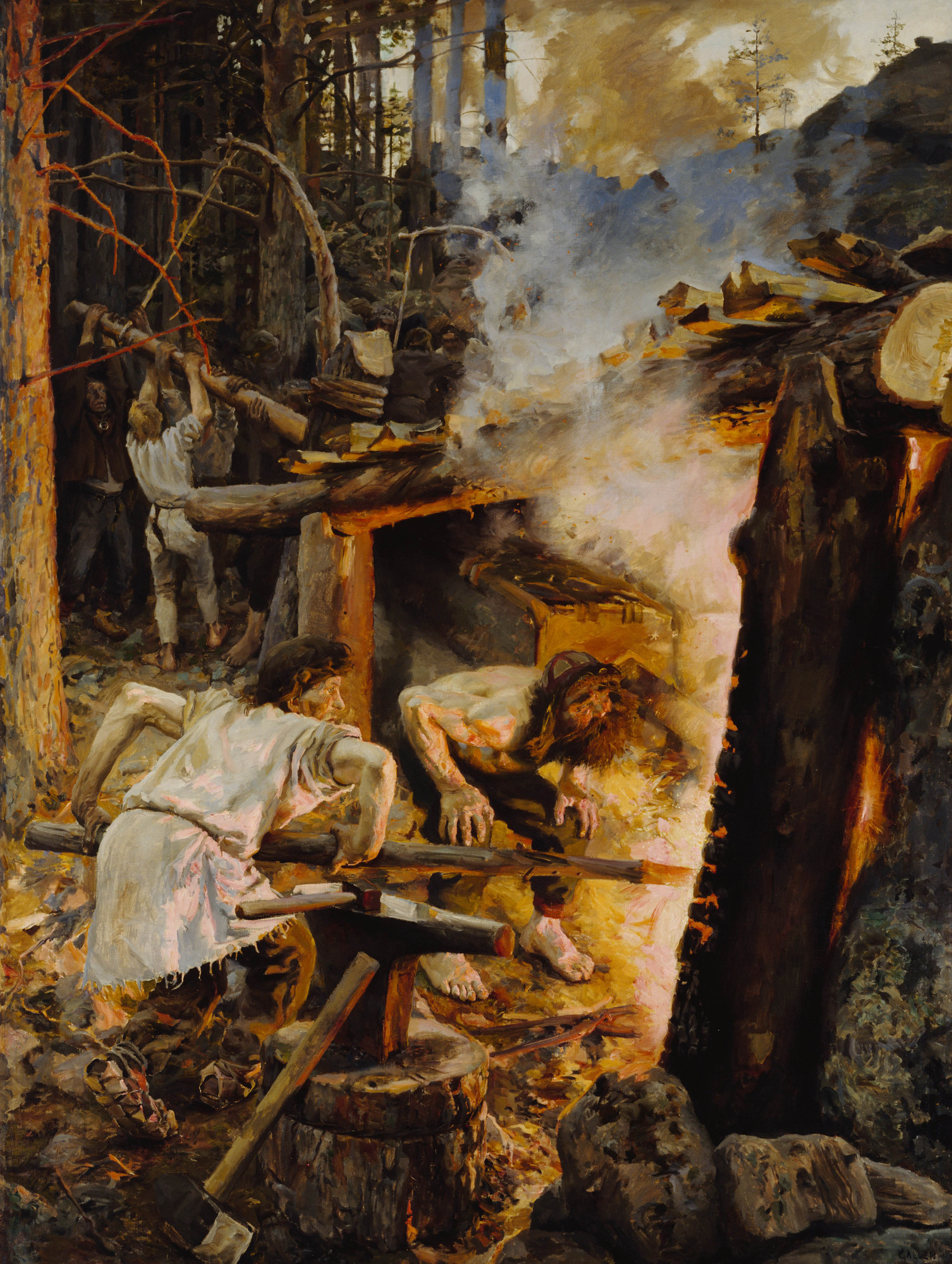
Le forgeage du sampo (Gallen-Kallela, 1893)

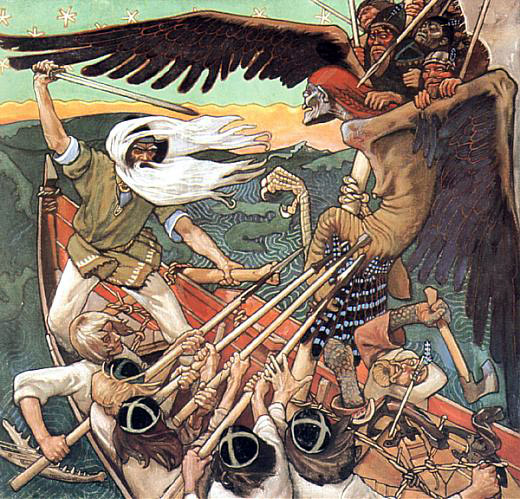
La Défense du sampo (Gallen-Kallela, 1896)

Dans la mythologie finnoise, le sampo est un objet magique souvent associé à Pohjola et qui assure la fortune à son propriétaire.

## Présentation
D'après cette mythologie, lorsqu'il fut volé à son constructeur, Ilmarinen, le pays de ce dernier sombra dans les difficultés et une expédition fut donc organisée pour le retrouver. La bataille navale qui s'ensuivit fut perdue.
Personne ne sait exactement quel type d'objet est le sampo. Aussi, les interprétations sont nombreuses. Il a par exemple été décrit comme un compas ou un astrolabe. Dans le Kalevala, Lönnrot le présente comme une sorte de moulin capable de fabriquer de la farine, du sel et de l'or à partir de l'air pur. Le poète Paavo Haavikko suggère quant à lui qu'il s'agit d'un trésor volé par les Vikings à Constantinople. D'autres l'ont comparé à la machine d'Anticythère quand celle-ci a été découverte.
Quoi qu'il en soit, le sampo est omniprésent dans la culture finlandaise.

## Prénom
Sampo est un prénom commun en Finlande.

## Marque
Sampo est à l'origine du nom de l'assureur finlandais Sampo.
Sampo est également une marque d’allumettes en Finlande, ce qui rappelle son caractère magique en permettant la maîtrise du feu.
Outre Sampo, il existe en Finlande de nombreuses sociétés ou marques qui ont repris des noms ou thèmes issus du Kalevala.